# Aaron Ekblad
Aaron Ekblad (Windsor, Ontario, 7 de febrero de 1996), apodado Sweatsie, es un jugador profesional canadiense de hockey sobre hielo que se desempeña en la posición de defensor derecho en Florida Panthers, equipo de la National Hockey League (NHL).

## Carrera
Fue seleccionado en la primera ronda en la NHL Entry Draft de 2014. Hizo su debut profesional con el equipo Florida Panthers, donde lleva jugando diez temporadas.